# Wiktor Kopyłow
Wiktor Władimirowicz Kopyłow (ros. Виктор Владимирович Копылов, ur. w 1951 – zm. 9 listopada 2010 w Tule) – radziecki kolarz torowy, dwukrotny medalista mistrzostw świata.

## Kariera
Pierwszy sukces w karierze osiągnął w 1973 roku, kiedy wspólnie z Władimirem Siemienciem zdobył srebrny medal w wyścigu tandemów podczas mistrzostw świata w San Sebastián. W zawodach tych radziecką parę wyprzedzili jedynie reprezentanci Czechosłowacji: Vladimír Vačkář i Miroslav Vymazal. Takim samym wynikiem zakończył się wyścig tandemów na rozgrywanych rok później mistrzostwach w Montrealu. Nigdy nie startował na igrzyskach olimpijskich.
Jego brat Siergiej Kopyłow również był kolarzem.